# Véronique Grandpierre
Pour les articles homonymes, voir Grandpierre.
 (juin 2025).
La mise en forme du texte ne suit pas les recommandations de Wikipédia : il faut le « wikifier ».
Les points d'amélioration suivants sont les cas les plus fréquents :
- Les titres sont pré-formatés par le logiciel. Ils ne sont ni en capitales, ni en gras.
- Le texte ne doit pas être écrit en capitales (les noms de famille non plus), ni en gras, ni en italique, ni en « petit »…
- Le gras n'est utilisé que pour surligner le titre de l'article dans l'introduction, une seule fois.
- L'italique est rarement utilisé : mots en langue étrangère, titres d'œuvres, noms de bateaux, etc.
- Les citations ne sont pas en italique mais en corps de texte normal. Elles sont entourées par des guillemets français : « et ».
- Les listes à puces sont à éviter, des paragraphes rédigés étant largement préférés. Les tableaux sont à réserver à la présentation de données structurées (résultats, etc.).
- Les appels de note de bas de page (petits chiffres en exposant, introduits par l'outil «  Source ») sont à placer entre la fin de phrase et le point final[comme ça].
- Les liens internes (vers d'autres articles de Wikipédia) sont à choisir avec parcimonie. Créez des liens vers des articles approfondissant le sujet. Les termes génériques sans rapport avec le sujet sont à éviter, ainsi que les répétitions de liens vers un même terme.
- Les liens externes sont à placer uniquement dans une section « Liens externes », à la fin de l'article. Ces liens sont à choisir avec parcimonie suivant les règles définies. Si un lien sert de source à l'article, son insertion dans le texte est à faire par les notes de bas de page.
- La présentation des références doit suivre les conventions bibliographiques. Il est recommandé d'utiliser les modèles {{Ouvrage}}, {{Chapitre}}, {{Article}}, {{Lien web}} et/ou {{Bibliographie}}. Le mode d'édition visuel peut mettre en forme automatiquement les références.
- Insérer une infobox (cadre d'informations à droite) n'est pas obligatoire pour parachever la mise en page.

Pour une aide détaillée, merci de consulter Aide:Wikification.
Si vous pensez que ces points ont été résolus, vous pouvez retirer ce bandeau et améliorer la mise en forme d'un autre article.
 (mars 2023).
 (mars 2023).
Il peut être nécessaire de l'améliorer pour respecter le principe de neutralité de point de vue. 

Véronique Grandpierre, née le 21 mai 1965, est une historienne, assyriologue, et spécialiste de la Mésopotamie. 
S’appuyant sur l’archéologie et l’épigraphie, ses recherches portent sur les sociétés et le fait religieux, les paysages et le patrimoine dans l'Orient ancien. 
Elle intervient auprès de nombreux organismes internationaux et pays étrangers dans le domaine des systèmes éducatifs et des diverses pédagogies. 
Elle est chevalier de la Légion d'honneur et commandeur des Palmes académiques.

## Biographie
Elle est agrégée d’histoire et docteur en histoire ancienne.
Sa thèse est consacrée à Shaduppum, petite ville de Mésopotamie au XVIIIe siècle av. J.-C., près de l’actuelle Bagdad, en Irak. 
Elle a enseigné dans le second degré, ainsi qu’à l’université de Paris VIII-Saint Denis et à l'université Versailles-Saint Quentin. 
Inspectrice d’académie et pédagogique régional depuis 2000, elle a exercé dans plusieurs académies. Elle a occupé plusieurs fonctions : inspectrice, déléguée académique aux relations internationales et à la coopération, chargée de mission auprès du directeur général de l'enseignement scolaire. 
Elle est membre du laboratoire Identités Cultures et Territoires (Université de Paris) ; d’AGORA (Université de Cergy) ; du Groupe d'Intérêt Scientifique sur le Moyen-Orient et Mondes Musulmans ; du conseil scientifique de l'Institut d'études de l'Islam et des Sociétés du Monde Musulman ; du conseil scientifique de la Fondation pour la mémoire de l'esclavage. Elle est experte auprès d'organismes internationaux. 
Elle est référente « Laïcité et faits religieux » pour l'Académie de Paris. 
Autrice de plusieurs livres, elle met en exergue les continuités et les ruptures de l’Antiquité à nos jours, s’intéressant à la réalité historique et aux images véhiculées dans la littérature et l’art au fil des millénaires en Orient, en Occident et même à l’échelle mondiale. 

## Publications scientifiques
- La Syrie, Éditions de l’Adret, 1996 (en collaboration avec Laura Battini)
- L’Orient ancien : Mythes et Histoire, Documentation photographique no 8026, avril[6]
- Histoire de la Mésopotamie, Gallimard, 2010[7],[8]
- Sexe et amour de Summer à Babylone, Gallimard, 2012[9],[10]
- Gilgamesh & co : Rois légendaires de Summer, CNRS éditions, 2019[11],[12]

### Articles scientifiques
- Bruit et silence dans les villes de Mésopotamie antique, Le bruit dans la ville - Sources - Travaux historiques n°49-50, 1999
- Fondations, refondations dans le Proche Orient ancien, Fondations et refondations antiques, Histoire Urbaine n°13, août 2005
- La religion en Mésopotamie au IIIe millénaire av. J.-C, 2013
- Le déluge, la fin d’un monde ? Comparaison des textes mésopotamiens, bibliques et coranique, in François Pernot (dir), Présages, prophéties et fins du monde de l’Antiquité à nos jours, éditions de l’amandier, 2014
- Funérailles et rites funéraires en Mésopotamie : mythes et réalité, in Anna Caiozzo (dir) Mythes, rites et émotions, les funérailles le long de la Route de la soie, éditions Honoré Champion, Bibliothèque des religions, anthropologie et histoire, 2014
- Landscape and Mesopotamia: When Utopia becomes Reality, in Anna Caiozzo et Laurent Dedryvère (dir), Caietele Echinox 27, université de Cluj, 2014
- Le patrimoine au cœur du conflit : la guerre et la destruction des monuments au Moyen Orientt[13], Lettre de l’Iirco, 11 janvier 2016
- Le pouvoir d’un bonbon/The power of a sweet/ نوبنوبلا ةبح ةوق » in Benjamin Loyauté (dir), le bruit des bonbons, catalogue de l’exposition The Astounding Eyes of Syria, Dilecta, 2016, p. 18-31
- L’Irak, patrimoine en péril, L’Histoire n°427, septembre 2016, p. 6
- Mésopotamie et naissent les empires ! Atlas des Empires, Hors-Série Le Monde / La Vie, octobre 2016, p. 32-33[14]
- Les mères porteuses de Babylone, L’Histoire n°441, novembre 2017, p. 62-67
- Intelligence Service ou marşşatu : espionnage et renseignement en Mésopotamie[15], in Pernot F et Vial E. (dir) « Services », renseignements, « grandes oreilles » de l’Antiquité au XXe siècle : légendes et réalités, Montreuil, éditions de l’œil, 2017, p. 10-25
- Ninive, o minune pentru toate popoarele ![16], Magazin Istoric, décembre 2017, p. 22-26
- Vivante Mésopotamie ![17], L’Histoire n°442, décembre 2017, p. 86
- Babilon, poarte zeilor ![18], Magazin Istoric, mai 2018, p. 17-21
- Conflits, dévastations et ruines : réparer, reconstruire, conserver ; le cas syro-irakien, in Pascal Blas (dir), Conflits, dévastations et ruines : Réparer, reconstruire, conserver, éd° Lavauzelle, 2018, p 111-120
- Sumériens et Touraniens, entre recherches historiques et instrumentalisation politique, in Anna Caiozzo , Laurent Dedryvère, Sylvie Prevost , Le Touran, Presses Universitaires de Valenciennes, 2019, p. 127-142[19]
- Paysage urbain et monde mésopotamien : quand l'utopie devient réalité ? in Anna Caiozzo(dir) Paysage et Utopie, Presses Universitaires de Valenciennes, 2019, p. 263-272
- Qadesh : le piégeur piégé ?, Cahier de l’Agora[20] : revue en humanités n°2, Le piège dans l’Histoire, numéro coordonné par F. Pernot, 2019 : https://www.u-cergy.fr/fr/laboratoires/agora/cahiers-d-agora/numero-2.html
- Immoler un ânon, L'Histoire, mai 2019
- L’Orient à Paris, L’Histoire, septembre 2019
- Pourquoi lire L'histoire commence à Sumer de S N Kramer ?, L’Histoire, octobre 2019
- Mésopotamie: sources et genres, Encyclopédie des historiographies: Afriques, Amériques, Asie,  volume 1, 2020, p. 1192-1200, https://books.openedition.org/pressesinalco/27255
- Le corps en Orient dans l'Antiquité : entre voile et nudité, mythes et réalité, in A. Caiozzo (dir), Le corps entre visible et invisible, Presses Universitaires de Clermont Ferrand, 2020

### Vidéos scientifiques
- Contribution au portail UOH (Université Ouverte des Humanités), CERIMES (Centre de ressources et d'information sur les multimédias pour l'enseignement supérieur), Canal U (web TV de l’enseignement supérieur), 2014
- Partir au ciel : ascensions royales, divines et religieuses, avec Anna Caiozzo Maître de conférences HDR en Histoire du Moyen Âge à L’université de Paris Diderot Philippe FAURE Maître de conférences en histoire médiévale à l’Université d’Orléans et Anne-Colombe Launois, Doctorante à L’EHESS
- Aimer de Summer à Bagdad, avec Tobie Nathan psychologue, professeur émérite de psychologie à l'université Paris-VIII  et Malek Chebel, anthropologue et philosophe des religions, Quai Branly, 2016

### Publications pédagogiques écrites et multimédia
- Éducation à l’écologie et au développement durable : ressources locales, CDRom, Lille, 2002
- La place de la femme dans l’enseignement de l’éducation civique, préfecture de Lille, 2003
- Éduquer à la citoyenneté active en Europe, IUFM Villeneuve d’Ascq, 2003
- Des Fils d’Israël aux premiers chrétiens, Actes de la Durance, 2004
- Conception des manuels et localisation des territoires, publication en coréen, Séoul, 2014, p. 101-115
- Ulysse : le périple, le mythe fondateur, la résonance de l’Odyssée, avec Bernard Legras Professeur d’Histoire grecque à l’Université des Paris I, Dominique Gamache, professeur d’histoire-géographie au lycée Lafontaine Paris XVIe) et Gérard Martin, professeur d’histoire-géographie au collège Couperin Paris IVe, 2016, site académie de Paris
- Enseigner le Moyen Orient au XXe siècle à partir du film Homeland année zéro d’Abbas Fahdel, avec Frédéric Abécassis, maître de conférences en histoire contemporaine, ENS de Lyon, LARHRA  et Chantal Verdeil, maître de conférences en histoire du monde arabe contemporain, INALCO, membre de l’Institut universitaire de France (site Institut du Monde Arabe) : 2016
- Les citoyennetés antiques peuvent-elles aider à penser les citoyennetés modernes ? 2017 (site académie de Paris)
- Les sciences à la découverte de la Mésopotamie  avec Dominique Gamache, professeur d’histoire-géographie au lycée Lafontaine Paris XVIe et Gérard Martin, professeur d’histoire-géographie au collège Couperin Paris IVe, 2017 : webtélé Val de Loire/ site académie de Paris
- Interview sur l’enseignement des questions sensibles, L’histoire, 2018
- Enseigner le respect de l’autre, des religions et croyances à partir du film l’Insulte de Ziad Doueiri, avec Frédéric Abécassis, Directeur des études, Institut français d’archéologie orientale, Le Caire, Laura Abou Haidar, Maître de conférences HDR en Sciences du langage, Université de Grenoble et Eric Verdeil, Professeur des Universités en Géographie et études urbaines CERI-Sciences Po, 2019
- L’Italie et l’Orient sur un air d’opéra : enseigner l’Histoire italienne des XIXe-XXe siècles à partir de l’utilisation du chant des esclaves dans le Nabucco de Verdi, avec Eric Vial, Professeur d’histoire contemporaine à l’Université de Cergy-Pontoise et Jean-Yves Frétigné, Maître de conférences en histoire contemporaine à l’Université de Rouen-Normandie, 2019 (réalisation : les Clionautes) (vidéo)

#### Radio /Télévision/ Presse écrite
- Participe à des émissions : France Culture, Radio France internationale, Europe 1, Fréquence protestante, Radio Vaticana, Radio méditerranée 1, RTBF et à la télévision sur TV5 monde, France 24

##### Presse écrite
- En Syrie, la guerre civile met en péril un patrimoine culturel mondial, Le Monde, 27 août 2013
- En Irak, le califat détruit le patrimoine de la Mésopotamie au nom d'un monde nouveau, Le Monde, 17 août 2014
- Le pétrole a -t-il connu sa nuit du 4 octobre ?, Libération des Historiens, 5 octobre 2017
- Nombreuses interviews dans Le Monde[21] ; Cahier de Sciences et Vie ; Sciences et Avenir ; Géo Ado…

##### Radio
- France Culture (la fabrique de l’Histoire, la matinale, les matinées de l’été, le journal de la culture, la revue de presse internationale, Entendez-vous l’éco ?) biographie et émissions[22]
- Radio France internationale (Autour de la question)[23]

##### Télévision
- France 24, le journal de la mi-journée, l’entretien d’Armelle Charrier[24]

## Manifestations
- Participe régulièrement aux Rendez-vous de l’Histoire de Blois[25], l’Institut du Monde Arabe à Paris[26], ainsi qu’aux chronos cafés, cafés historiques et cafés géographiques.

## Prix / distinctions
- Chevalier de la Légion d'honneur (2021)
- Commandeur de l'ordre des Palmes académiques